# Bex
Bex är en ort och kommun  i distriktet Aigle i kantonen Vaud, Schweiz. Kommunen har 8 567 invånare (2023).
Orten, som ligger i Rhônedalen, är främst känd som kurort med svavelhaltiga bad och för sina saltgruvor.